# (2593) Бурятия
(2593) Бурятия (лат. Buryatia) — типичный астероид главного пояса, который был открыт 2 апреля 1976 года советским астрономом Николаем Черных в Крымской обсерватории и был назван в честь субъекта Российской Федерации — республики Бурятия.

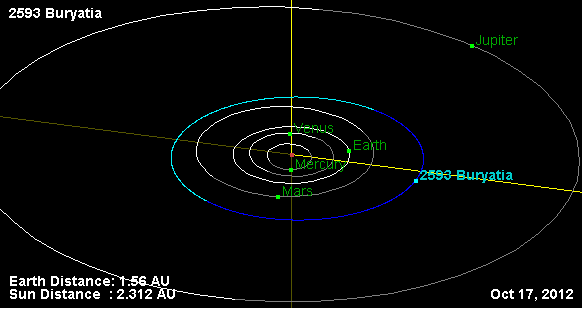
Орбита астероида Бурятия и его положение в Солнечной системе